# Bristol Scout
 Bristol Scout — спортивный биплан начала 20-го века. Представлял собой цельнодеревянный миниатюрный одностоечный самолёт. Самолёт был изготовлен фирмой British and Colonial Airplanes.

## История
23 февраля 1914 года в воздух поднялся первый прототип, оборудованный 80-сильным двигателем «Гном».
В августе 1914 года военные заказали два самолёта.
Затем последовали заказы от Королевского лётного корпуса и от Королевской военно- морской авиаслужбы.
До 1916 года было выпущено 374 экземпляра.

## Составной самолёт
В Великобритании проводились попытки по созданию средств для борьбы с немецкими цеппелинами. Предлагалось разместить один истребитель Bristol Scout на верхнем крыле гигантской летающей лодки Porte Baby. 17 мая 1916 года самолет-носитель стартовал. На высоте 300 метров Scout отделился от аэроматки и благополучно приземлился на аэродроме.

## Основные модификации
- Scout A — прототип.
- Scout B — второй вариант. Выпущено два самолёта.
- Scout C (Тип 1) — серийный самолёт. Первые 36 самолётов оборудовались 80-сильными двигателями «Гном».

|                       |                                                               |
| Двигатель             | «Гном» (первые 36 моделей), «Рон»9C (следующие 125 самолетов) |
| Мощность              | 80 л.с                                                        |
| Площадь крыла         | 18, 3 м²                                                      |
| Масса                 | Пустого самолета- 348 кг Номинальная взлетная — 543 кг        |
| Максимальная скорость | 149 км/ ч                                                     |
| Экипаж                | 1 человек                                                     |
| Вооружение            | Пулеметно- пушечное, 1 × 7, 7- мм пулемёт «Льюис».            |

- Scout D (Тип 2, 3, 4, 5) — отличался доработками.

|            |                                                                     |
| Двигатель  | «Гном», «Лямбда», «Рон» (80 л. с.); «Гном», «Моносупап» (100 л. с.) |
| Экипаж     | 1 человек                                                           |
| Вооружение | 1 × пулемёт «Льюис» (7, 7 — мм пулемёт «Виккерс»                    |